# Geolibertarismo
Il geolibertarismo è una ideologia politica ed economica che concilia libertarismo e georgismo (o geoismo).
I geolibertari sono sostenitori del georgismo, che è l'idea che tutte le risorse naturali – la terra soprattutto – sono beni comuni ai quali tutti gli individui hanno un eguale diritto di accesso; quindi se gli individui reclamano la terra come loro proprietà privata devono pagare un affitto alla comunità per averla.